# Bækkekredsen
Bækkekredsen (officielt: Ribe Amts 4. Valgkreds) var fra 1849 til 1920 en valgkreds til Folketinget. Fra 1920 til 1970 var kredsen en opstillingskreds.
Ved oprettelsen i 1849 bestod kredsen af:
- Lejrskov-Jordrup Kommune (Lejrskov Sogn og Jordrup Sogn)
- Skanderup Kommune (Skanderup Sogn)
- Vamdrup-Hjarup Kommune (Vamdrup Sogn og Hjarup Sogn) (opdelt i Vamdrup Kommune og Hjarup Kommune fra 1906)
- Andst-Gesten Kommune (Andst Sogn og Gesten Sogn (opdelt i Andst Kommune og Gjesten Kommune fra 1896)
- Seest Kommune (Seest Sogn)
- Veerst-Bække Kommune (Veerst Sogn og Bække Sogn)
- Grindsted-Grene Kommune (Grindsted Sogn og Grene Sogn) (opdelt i Grindsted Kommune og Grene Kommune fra 1921)
- Vorbasse-Hejnsvig Kommune (Vorbasse Sogn og Hejnsvig Sogn) (opdelt i Vorbasse Kommune og Hejnsvig Kommune fra 1915)
- Vejen-Læborg Kommune (Vejen Sogn og Læborg Sogn) (opdelt i Vejen Kommune og Læborg Kommune fra 1909 til 1966)
- Brørup-Lindknud Kommune (Brørup Sogn og Lindknud Sogn) (opdelt i Brørup Kommune og Lindknud Kommune fra 1909)
- Ødis-Bramdrup i Hjarup Fogderi[a]

Valgkredsens valgsted var ved kredsen oprettelse i 1849 Stensvanggård i Brørup Sogn. Valgstedet blev flyttet fra Stensvanggård til Bække i Bække Sogn i 1856. Det første valg i Bække var folketingsvalget i 1858. Flytningen af valgsted blev foreslået af kredsens folketingsmedlem, Henrik Jensen, og var begrundet i, at dels var der er ikke længere et værtshus på Stensvanggård, og ejeren af gården havde bedt sig fritaget for at afholde valgmøderne, og dels i at placeringen var uheldig idet Stensvanggård lå i den aller sydvestligste del af kredsen, mens Bække var centralt placeret i valgkredsen.
Som konsekvens af grænseændringerne mellem Danmark og Slesvig efter 2. slesvigske krig blev Bækkekredsens geografiske område ændret i 1866:
- Der blev overflyttet to kommuner fra Ribekredsen (Ribe Amts 3. Kreds) til Bækkekredsen:[4]
  - Holsted-Føvling Kommune (Holsted Sogn og Føvling Sogn)
  - Malt-Folding Kommune (Malt Sogn og Folding Sogn)
- Vamdup-Hjarup Kommune, Skanderup Kommune og Seest Kommune overflyttet fra Bækkekredsen til den nyoprettede Vonsildkreds (Vejle Amts 6. Kreds).[4]
- Hele Ødis Sogn blev dansk efter krigen.[5] Byen Ødis-Bramdrup i sognet blev sammen med resten af sognet også overflyttet til Vonsildkredsen.[4]

## Folketingsmedlemmer valgt i Bækkekredsen
Kildeangivelserne i parentes henviser til bind og sidetal i Rigsdagens medlemmer gennem hundrede aar 1848-1948.
- Philip Fuglede 4. december 1849 — 4. august 1852 (I, s. 158)
- H.C. Riegels 4. august 1852 — 26. februar 1853 (II, s. 161)
- Hans Sveistrup 26. februar 1853 — 27. maj 1853 (II, s. 220)
- Daniel Eiler 27. maj 1853 — 8. oktober 1855 (nedlagde mandatet) (I, s. 133)
- Henrik Jensen 27. november 1855 — 14. juni 1858 (valgt ved suppleringsvalg) (I, s. 243)
- N.J. Termansen 14. juni 1858 — 1. oktober 1878 (forlod Folketinget for at indtræde i Landstinget) (II, s. 232-233)
- L.J. Schelde 30. oktober 1878 — 21. januar 1890 (valgt ved suppleringsvalg) (II, s. 181)
- Laurids Rasmussen 21. januar 1890 — 22. april 1918 (II, s. 150)
- Christen Søgaard 22. april 1918 — 21. april 1920 (III, s. 228-229)